# يوريكو ياماغوتشي
يوريكو ياماغوتشي (باليابانية: 山口由里子) هي مؤدية أصوات يابانية ولدت في 21 نوفمبر 1965 في أوساكا.

## الأعمال

### مسلسلات أنمي
| السنة         | العنوان                                | الدور                          |
| ------------- | -------------------------------------- | ------------------------------ |
| 1992          | كرايون شين-تشان                        | الناقدة التربوية، كيوكو فوكايا |
| 1994          | مونتانا                                | ليتل                           |
| 1995          | نيون جينيسيس إيفانجيليون               | ريتسوكو أكاغي                  |
| 1997-2010     | بوكيمون                                | الممرضة جوي                    |
| 1997          | تينشي في طوكيو                         | تشارتشر                        |
| 1997          | ملفات قضية كيندايتشي                   | شخصيات مختلفة                  |
| 1999          | المحقق كونان                           | شيزوكا كاواي                   |
| 1999          | المنقذون الخمسة رستول                  | مدرسة                          |
| 1999-حتى الآن | ون بيس                                 | نيكو روبين، نيكو أولفيا، كيكيو |
| 2000          | سايوكي                                 | سانبوتسوشين                    |
| 2000          | هاجيمي نو إيبو                         | الأم سان                       |
| 2000          | إينوياشا                               | شيزو                           |
| 2001          | زعيم المحاربين                         | ماتيلدا                        |
| 2002-2005     | فل ميتال بانيك!                        | نورا ليمينغ                    |
| 2002          | ناروتو                                 | أوروتشيمارو                    |
| 2003          | زاتش بيل                               | بالانشا                        |
| 2003          | أعزائي الفتيان                         | تامامي كانو                    |
| 2003          | الخيميائي الفولاذي                     | سارا روكبيل                    |
| 2003-2006     | ميجا مان محارب النت                    | رين مانابي                     |
| 2004          | كيو كارا ماو!                          | نرويج                          |
| 2004          | كبيرا متحريي أغاثا كريستي بوارو وماربل | السيدة روبنسون                 |
| 2005-2006     | تسوباسا كرونيكل                        | تشينيان                        |
| 2005          | إيوريكا سفن                            | سونيا واكاباياشي               |
| 2007          | ناروتو شيبودن                          | كوسانين / اوروتشيمارو          |
| 2008          | كلاند                                  | ياغي                           |
| 2008          | قدر معين من الانديكس السحري            | والدة هيميكامي                 |
| 2011          | يوغي يو زيكسال                         | فويس                           |
| 2013          | المحقق كونان                           | هيروكا سوريموتو                |
| 2013          | كيوسوغيغا                              | فارسة                          |
| 2015          | موكب الموت                             | ميساكي تاتشيبانا               |
| 2015          | جبهة حاجز الدم                         | امرأة                          |
| 2015          | دراغون بول سوبر                        | اي درايف                       |
| 2016-2017     | ريكنزان                                | بوث                            |
| 2025          | كولون جنرك رومانس                      | كوجيراي ب                      |

### أنمي الإنترنت
- سيلور مون كريستال - دكتورة إيزونو

### أفلام أنمي
- ون بيس: مغامرة الطريق المسدود - نيكو روبين
- ون بيس: السيف المقدس الملعون - نيكو روبين
- ون بيس: البارون أوماتسوري والجزيرة السرية - نيكو روبين
- ون بيس: جندي قلعة كاراكوري الآلي - نيكو روبين
- ون بيس: أميرة الصحراء والقراصنة - نيكو روبين
- ون بيس: معجزة الساكورا في الشتاء - نيكو روبين
- ون بيس فيلم: سترونغ وورلد - نيكو روبين
- ون بيس 3D: مطاردة قبعة القش - نيكو روبين
- ون بيس فيلم Z - نيكو روبين
- ون بيس فيلم غولد - نيكو روبين
- ون بيس ستامبيد - نيكو روبين
- إيفانجيليون: الموت والبعث - ريتسوكو أكاغي
- نهاية إيفانجيليون - ريتسوكو أكاغي
- إيفانجيليون: 1.0 أنت (غير) وحيد - ريتسوكو أكاغي
- إيفانجيليون: 2.0 أنت (لا) تستطيع التقدم - ريتسوكو أكاغي
- إيفانجيليون: 3.0 أنت (لا) تستطيع الإعادة - ريتسوكو أكاغي
- إيوريكا سفن: جيب مليء بأقواس قزح - سونيا واكاباياشي
- فيلم بوكيمون: زوروارك سيد الأوهام - الممرضة جوي

## أدوارها في ألعاب الفيديو
- كونسبشن بلس: ميدنز أوف ذا تويلف ستارز - ليوني
- ون بيس: بايريت واريورز 2 - نيكو روبين
- ون بيس: بيرنينغ بلاد - نيكو روبين
- ون بيس: وورلد سيكر - نيكو روبين

## أدوارها في الدبلجة اليابانية
- المنعطف الخاطئ 2: نهاية مميتة - نينا باباس

## روابط خارجية
- يوريكو ياماغوتشي على موقع IMDb (الإنجليزية)
- يوريكو ياماغوتشي على موقع ميوزك برينز (الإنجليزية)
- يوريكو ياماغوتشي على موقع أول ميوزيك (الإنجليزية)
- يوريكو ياماغوتشي على موقع ديسكوغز (الإنجليزية)
- يوريكو ياماغوتشي على موقع قاعدة بيانات الفيلم (الإنجليزية)
- يوريكو ياماغوتشي على موقع ANN person (الإنجليزية)